# Boksánbánya
Boksánbánya (1899-ig Román-Bogsán, románul Bocșa, más néven Bocșa Montana, németül Bokschan, Deutsche-Bogschan-Németbogsán), város Romániában, Krassó-Szörény megyében, Resicabányától 15 km-re északnyugatra, a Berzava bal partján. Nevét a határában tömegesen épített szénégető boksákról kapta. Névutótagja az ősidők óta termelő bányáira utal.

## Története

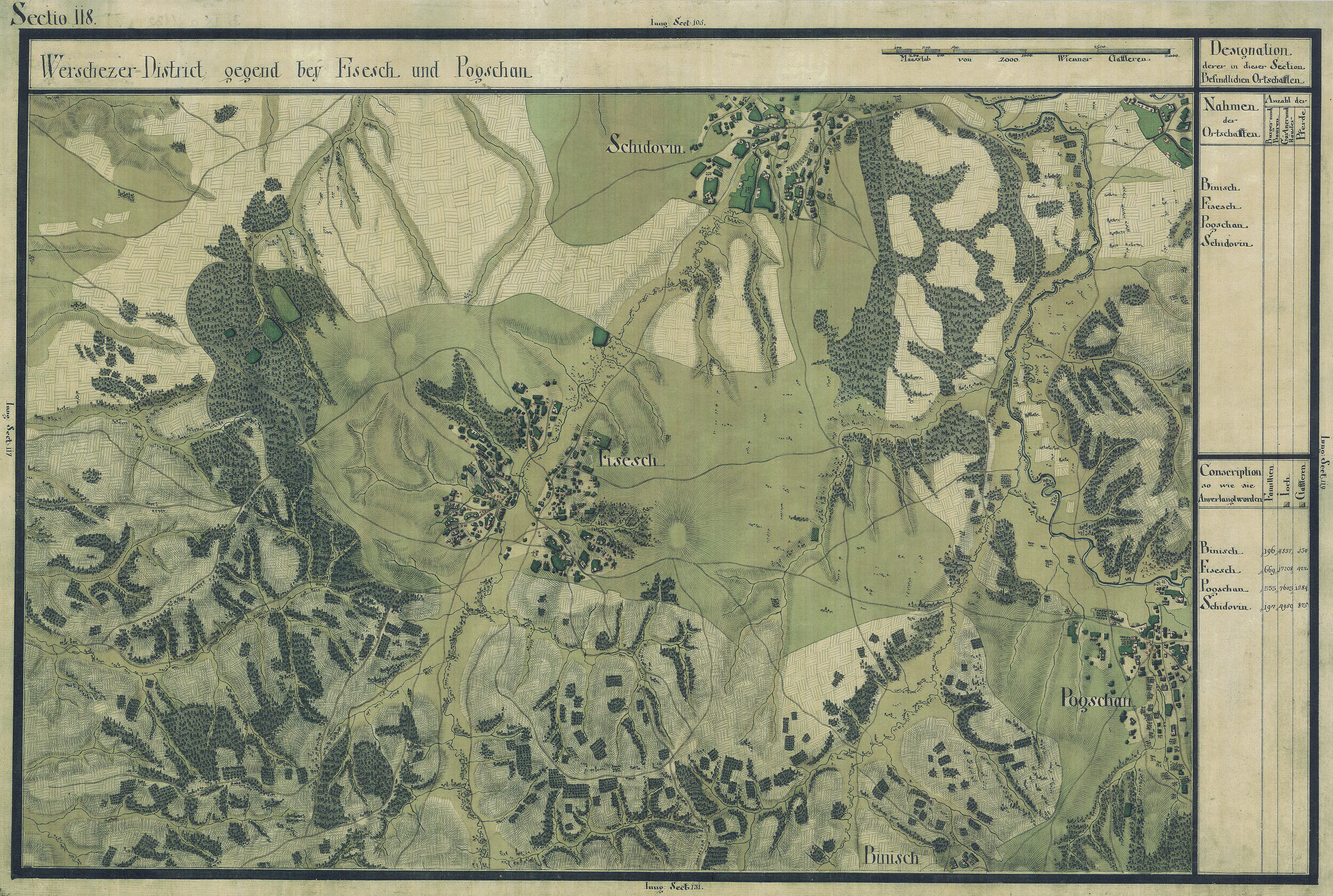
Boksánbánya környéke 1769-72 között

A település határában már a rómaiak is bányásztak aranyat. A várostól délre a Berzava felső folyása felett emelkedő hegycsúcson találhatók Bokcsavár csekély romjai. 1331-ben említik először. 1552-ben elfoglalta a török. 1595. július 8-án Borbély György lugosi ispán ostrommal foglalta vissza. 1604-ben ismét elfoglalta a török. 1659-ben Barcsay Ákos lugosi és karánsebesi bán katonái felrobbantották, de újra felépült. 1695-ben Arnót pasa ostrommal vette be és leromboltatta. Ezután már nem épült fel.
Ma határában vasércet bányásznak és vaskohói vannak. 1910-ben 3369 lakosából 1971 román (58,50%), 783 német (23,24%) és 485 magyar (14,39%) volt. A trianoni békeszerződésig Krassó-Szörény vármegye Boksánbányai járásához tartozott. 1992-ben 19 152 lakosából 16 253 román (84,86%), 1011 német (5,27%), 800 cigány (4,17%) és 791 magyar (4,13%) volt.

## Itt született
- 1860-ban báró Szurmay Sándor vezérezredes, honvédelmi miniszter.
- 1877-ben Augustin Béla gyógyszerész, gyógynövénykutató, botanikus.
- 1878-ban Kiss Árpád színész.
- 1900-ban Zeno Vancea zeneszerző, zenetudós
- 1909-ben Szörényi József pedagógus, főiskolai tanár, a pedagógusnevelés kiemelkedő egyénisége.
- 1987-ben Laura Rus labdarúgó.